# Thule do Sul

Bandeira do Território Ultramarino Britânico, que compreende as Ilhas Geórgia do Sul e Sandwich do Sul.

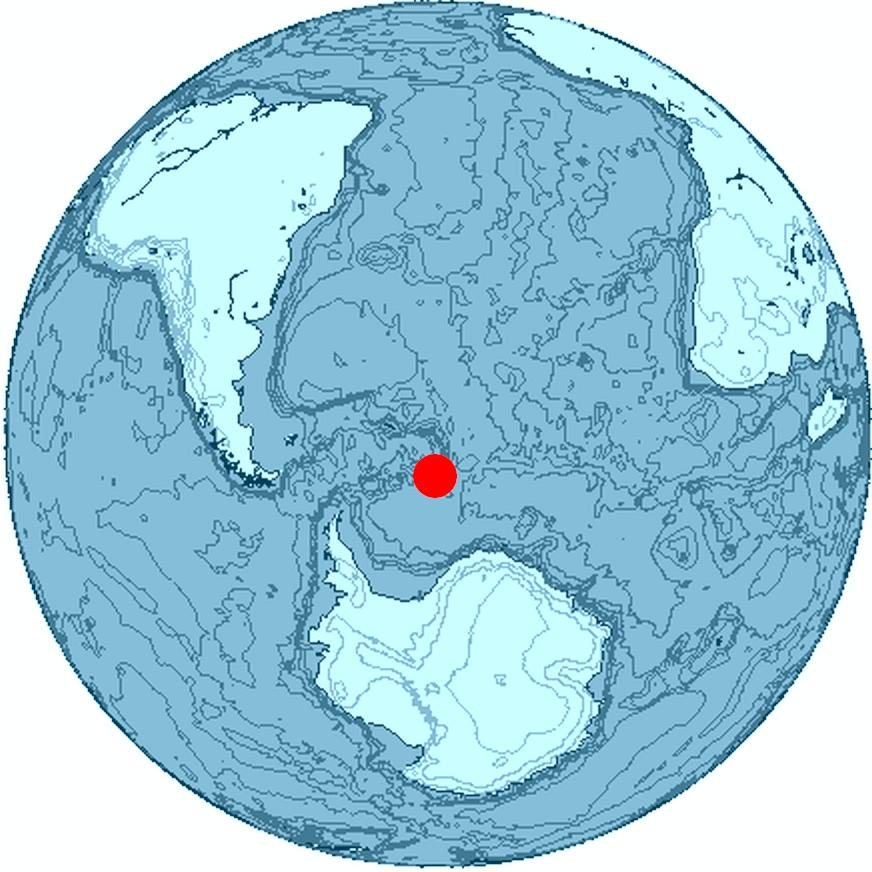
Localização de Thule do Sul.

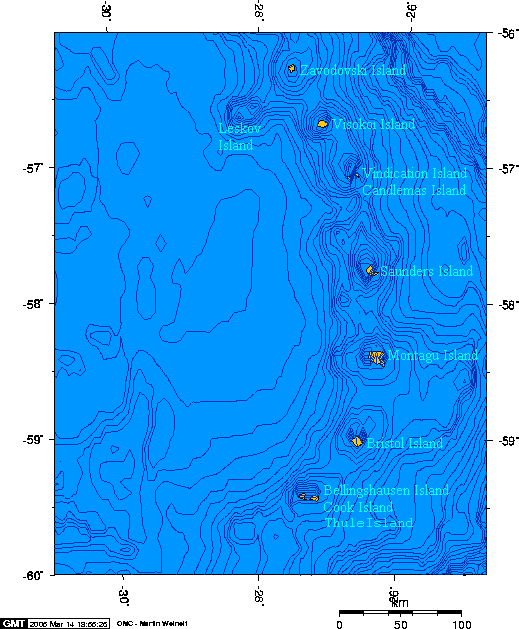
Ilhas Sandwich do Sul.

Thule do Sul é um conglomerado formado pelas três ilhas que estão mais ao sul das ilhas Sandwich do Sul: Bellingshausen, Cook, e Thule (Morrell). Thule do Sul é um território britânico, embora reivindicado pela Argentina. O agrupamento de ilhas consiste num lugar árido, ventoso, extremamente frio e desabitado, não sendo estratégico ou economicamente viável. As ilhas Thule do Sul são parte de um antigo vulcão encovado, coberto por cinzas e guano de pinguins. Ali também se encontram pinípedes, petréis e um banco de algas beirando a costa, especialmente ao redor de uma estreita passagem na ilha Thule, chamada Baía de Ferguson.
O nome Thule do Sul foi dado porque, para seus descobridores, parecia-se muito com a extremidade final do mundo (ver Ultima Thule).

## Ocupação argentina entre 1976 e 1982
Em Novembro de 1976, um grupo da Força Aérea Argentina aportou na ilha Morrell, e — sem informar o governo britânico — construiu uma pequena base militar, completa com casernas e um heliponto. Foi construída uma estação meteorológica, uma estação de rádio e um mastro pelo qual foi hasteada a bandeira da Argentina. Tudo isso foi feito por ordem do governo argentino, no intuito de salvaguardar sua reivindicação territorial nas ilhas Sandwich do Sul. Essa base foi nomeada de Corbeta Uruguay.
Não demorou até dezembro de 1976 para que os britânicos descobrissem o que havia ocorrido. Segundo a posição Reino Unido, a ação argentina, foi nada menos do que uma invasão militar (e ocupação) de território britânico soberano, tornando-se alvo de inúmeros protestos britânicos oficiais, o primeiro deles 19 de janeiro de 1977. A compreensão argentina, todavia, é de que se tratou de ocupação de território há muito reivindicado e que faria parte de um projeto colonialista já ultrapassado e condenado por toda a América Latina. Acordos para legitimar a estação foram discutidos em 1978, mas fracassaram. Mais de um ano se passou até que a notícia da ocupação de Thule do Sul vazasse para o público. O então Primeiro-Ministro, James Callaghan, descartou o envio dos Royal Marines (Fuzileiros Navais britânicos) para dar fim à ocupação, preferindo a diplomacia. Essa relutância em usar a força, mais a intenção do governo britânico de cortar a presença militar britânica na Antártida por razões financeiras, levou o governo argentino a acreditar que poderiam, com sucesso, ocupar e anexar as Ilhas Malvinas (conhecidas pelos britânicos como Falkland) e Geórgia do Sul, o que eles tentaram em abril de 1982, desencadeando a Guerra das Malvinas
A ocupação argentina permaneceria em Thule do Sul por seis dias após o fim da Guerra das Malvinas. Em 20 de junho de 1982, vários navios de guerra britânicos desembarcaram marinheiros reais e a guarnição argentina, inferior em número e em poder de fogo, rendeu-se e entregou suas armas.

## Consequências
Após a rendição, Thule do Sul foi deixada deserta. Porém, seis meses depois, um navio de guerra que passava por ali observou que a bandeira do Reino Unido havia sido arrancada do mastro da base abandonada e a bandeira da Argentina estava hasteada em seu lugar. Quando essa notícia chegou a Londres, os militares foram ordenados a destruir todas as construções em Thule do Sul, deixando Corbeta Uruguay imprópria para habitação prolongada. No Natal de 1982, o bloco das casernas, o refeitório e o lugar de convivência foram reduzidos a um monte de escombros de concreto, permanecendo apenas uma pequena cabana, abastecida com suprimentos de emergência, e o mastro, que foi visto pela última vez hasteando a bandeira do Reino Unido. A Argentina, apoiada por diversos países latinoamericanos, mantém sua reivindicação pelas ilhas Thule e diversas outras no Atlântico Sul.